# محمد أبالي صلاح
محمد أبالي صلاح (بالفرنسية: Mahamat Abali Salah)‏ ولد سنة 1982 في جنوب تشاد، قائد عسكري برتبة فريق وسياسي تشادي، وشغل سابقاً منصب وزير الدفاع الوطني والأمن العام التشادي. شغل منصب وزير منتدب في رئاسة الجمهورية مكلف بالجيوش وقدامى المحاربين وضحايا الحرب في الحكومة الانتقالية التي شكلها محمد إدريس ديبي رئيس المجلس العسكري الانتقالي.

## التأهيل العلمي والعسكري
2009- حصل على البكالوريوس في الهندسة المدنية من المدرسةِ الوطنيةِ للأشغالِ العامةِ ومن جامعة جمال عبد الناصر بكوناكري غينيا

## حياته المهنية
2010 – عُين أمين عام وزعيم حزب حركة الإنقاذ الوطنيّة عن مقاطعة تيبستي.
2011 – عُين وزيراً للخدمة العامة والعمل.
2014 – عُين وزيراً للمياه والري.
2018 – عُين محافظاً لإقليم بحيرة تشاد وحصل علي رتبة اللواء ثم عُين وزيراً للإدارة الإقليمية والأمن العام والحكم المحلي في 2018 
2019 – عُين وزيراً للدفاع الوطني والأمن العام والحكم المحلي
2020 – حصل علي رتبة فريق.
2 مايو 2020 – عُين وزيراً منتدبًا في رئاسة الجمهورية مكلف بالجيوش وقدامى المحاربين وضحايا الحرب في الحكومة الانتقالية.

## المشاركات العسكرية
شارك في العملية العسكرية والتي تحمل اسم عملية غضب بوهاما لمواجهة عنف جماعة بوكو حرام في عام 2020 

## الأوسمة والأنواط والميداليات
- حصل على ميدالية قائد الوسام الوطني التشادي 2020
- حصل علي ميدالية الوسام المدني التشادي 2021

## الحياة العائلية
متزوج من قريبة رئيس الدولة إدريس ديبي.